# Tasmanian Greens

Logo

Die Tasmanian Greens sind eine Partei in Tasmanien, Australien. Sie sind Teil der Australian Greens, die nach föderalistischen Gesichtspunkten organisiert sind. Diese Partei verfolgt ökologische, sozialpolitisch gerechte, friedenspolitische und basisdemokratische Ziele. Sie begreift sich als Teil der globalen ökologischen Bewegung.

## Geschichte
In Tasmanien entstanden erste umweltpolitische Gruppierungen, die sich gegen den Bau der Staudämme am Lake Pedder wendeten, in den 1960er Jahren. Während dieser Auseinandersetzungen bildete sich die Partei United Tasmania Group, die erste Grüne Partei der Welt, die 1972 gegründet wurde und ihre Arbeit Ende des Jahres 1979 einstellte.
Die Tasmania Greens, 1990 für die Wahlen in Tasmanien formiert, verstehen sich als ihre Nachfolgepartei.

## Vertretung im Parlament
Der unabhängige Norm Sanders wurde 1980 als erster grüner Parlamentarier Australiens gewählt. Als er seinen Sitz 1982 abgab, wurde Bob Brown, ein Arzt aus Launceston, in Tasmanien gewählt. 1989 kamen Christine Milne, Lance Armstrong und Di Hollister ins Parlament. Brown trat aus dem Parlament 1993 aus, um in die Bundespolitik Australiens zu gehen. Diesen Sitz nahm Peg Putt ein, und die parlamentarische Führung der Partei übernahm Christine Milne. Gerry Bates trat im Mai 1995 zurück. Seinen Sitz übernahm Mike Foley.
Als im Jahre 1998 die Labour Party und die Liberal-Konservative Partei in Tasmanien die Anzahl der Sitze im Tasmanischen Parlament von 35 auf 25 reduzierten, verloren drei grüne Parlamentarier ihren Sitz, obwohl sie insgesamt lediglich 0,5 % weniger Stimmen als in der vorausgegangenen Wahl hatten.
1999 gewann die Partei in den kommunalen Wahlen Stimmen hinzu und 2002 wurden vier Sitze im Tasmanischen Parlament gewonnen.

## Programminhalte
Das politische Programm der Tasmanian Greens umfasst Ökologie, Demokratie, Frieden, soziale Gerechtigkeit, nachhaltige Ökonomie, sinnvolle Arbeit, Kultur, umfassende Informationspolitik, globale Verantwortung, sichere Zukunft und Gerechtigkeit für die Aborigines. Des Weiteren sind Frauenpolitik, Kunstförderung und verbesserte Kontrolle über Waffen genannt.